# Lovers Again
《Lovers Again》為日本音樂團體EXILE（放浪兄弟）的第22張單曲。2007年1月17日於日本發行。Oricon最高排行第2、初動銷量13.3萬張、累計銷量25.9萬張

## 概要
新主唱TAKAHIRO、表演者AKIRA加入的EXILE第二章第二張單曲。
連續3個月發行單曲的第2彈。第一次出現是在發行約1個月前於2006年12月16日舉辦的現場演唱會「Rhythm Nation」。
單曲以「CD only」和「CD+DVD」兩種形式發售，封面也有所不同。初回盤附有以附加曲方式收錄了於9月22日在日本武道館演出的最終選拔的6人（順序為TAKA、WARNER、田﨑敬浩、前田雄一郎、施鐘泰、Nesmith）所演唱的「Lovers Again」的現場版。此曲的影像收錄在第5張專輯《EXILE EVOLUTION》的完全限定盤的DVD裡。
以「EXILE Vocal Battle Audition 2006 〜ASIAN DREAM〜」的二次審核曲單曲化（但與這時候第2段副歌歌詞有改變）。而審核曲錄音的歌曲是動過聲帶黏膜腫瘤手術後的ATSUSHI在2006年8月4日第一次唱的，故合聲的部份有所不同。此歌曲音源在徵選活動舉辦中的官方網站曾經免費公開，現已無法取得。這首歌曲原本只是「沒有加入即興表演，是為了看他們會有怎樣的表現所選的」的徵選用歌曲。因此本來沒有要以第二章歌曲發表的計畫。只是徵選的時候讓人感覺到很像美國歌手Ne-Yo的「So Sick」歌曲般，以R&B為基礎，受日本人喜好的悲傷旋律在歌迷之間廣受好評，紛紛強烈希望能發行這首歌的單曲。據說au為了廣告而來討論的時候「感到這首歌擁有的魅力，於是就決定CD化了」。
KDDI・沖縄 Cellular 電話以「au×EXILE～第二章～」為宣傳曲，播放了本人演出的廣告。
這張CD除了上述2種形式以外還有以au Records限量1000張發售的《Lovers Agein（au version）》。只以「CD＋DVD」形式販售，現已售完。在《Lovers Agein（au version）》中收錄有跟一般販售的CD不同的音源，曾在au使用者才能使用的來電答鈴下載服務活動中提供有期限的免費下載。
受到2007年10月6日播放的富士電視系綜藝節目「めちゃ×2イケてるッ!」的企劃《岡村offer來了系列》中播放"EXILE LIVE TOUR 2007 EXILE EVOLUTION"SUMMER TIME LOVE"的影像影響，CD銷售量、來電答鈴、歌詞搜尋等多數的排行榜迅速竄升。
為了紀念達成手機音樂500萬次下載，在「EXILE LOVE」的CD only版本中收錄了附加曲「Lovers again-Orchestra Version-」。
有與「Lovers Again」相反，以與戀人分手的女性為觀點唱的歌，其為女歌手DOUBLE所演唱的「餘火-eternal BED-」，作詞作曲為「Lovers Again」的同製作人。因此歌詞及曲調十分相似。另外紅白歌唱大賽有演出Lovers Again紅白版，前半部分有重新編曲。
「Lovers Again」是EXILE第一次由音樂製作人松尾潔製作的作品，也是由松尾潔作詞。擔任出道前的ATSUSHI和Nesmith在2001年參加，不過結果決定選出化學超男子的《ASAYAN》男子主唱徵選節目製作的人正是松尾潔。
TAKAHIRO在電視節目等常說「當初錄音的時候，因為是徵選時常唱的歌曲，所以歌詞和旋律也記得很熟，以為錄音很快就可以結束。不過因為和其他決賽的參賽者還有ATSUSHI的唱法有所重複，唱不出自己的特色而難以照自己所想的進行，所以花了相當大的工夫」。不只TAKAHIRO，對其他成員來說也是一首非常深情的歌。
「Lovers Again」是首敘述自己放棄戀情卻有所留戀的歌，而「Change My Mind」是首敘述與戀人宣告分手，因想脫離孤獨而委身於街頭的喧囂中的人心靈的脆弱的歌。ATSUSHI說「平常我們都歌頌夢與希望，但我認為表現人類脆弱的一面也是很重要的。沒有十全十美的人，知道自己的脆弱是變強的一部份，所以雖然感到不好意思，但還是將自己脆弱的部分表現出來了」。

## 收錄歌曲

### CD
1. Lovers Again（作詞：松尾潔　作曲・編曲：中村仁）
KDDI「au×EXILE第二章宣傳」廣告曲
以與戀人分手的男性觀點所唱的歌。
2. Change My Mind（作詞：ATSUSHI　作曲：和田耕平　編曲：h-wonder）
music.jp 電視廣告曲
同樣是以與戀人分手的男性觀點所唱的歌。
3. Lovers Again (Instrumental)
4. Change My Mind (Instrumental)
5. Lovers Again -The Finalist Version-（初回限定附加曲）
（from 9.22 EXILE Vocal Battle Audition 2006 ～ASIAN DREAM～ at 日本武道館）
Performed by The Finalist : TAKA / WARNER／田﨑敬浩／前田雄一郎／施鐘泰／Nesmith

### DVD
1. Lovers Again (Video Clip)
2. EXILE相關情報

## 備註
1. 1 2  . Oricon. 2007  [2013-01-13]. （原始内容存档于2011-08-31） （日语）.
2. ↑  . Musicman-NET. 2012-08-02  [2013-01-13]. （原始内容存档于2012-09-04） （日语）.